# Энергетика Архангельской области
Энергетика Архангельской области — сектор экономики региона, обеспечивающий производство, транспортировку и сбыт электрической и тепловой энергии. По состоянию на начало 2021 года, на территории Архангельской области эксплуатировались 10 тепловых электростанций общей мощностью 1605 МВт, а также более 40 расположенных в зоне децентрализованного энергоснабжения дизельных электростанций общей мощностью более 40 МВт. В 2020 году они произвели 6,3 млрд кВт·ч электроэнергии.

## История
Начало использования электроэнергии в Архангельской области датируется XIX веком. В 1884 году на лесозаводе Крыкалова, расположенном на территории современного Архангельска, была смонтирована паровая машина с генератором мощностью 26 кВт, вырабатывавший постоянный ток напряжением 110 В. В 1908 году была построена первая в Архангельске электростанция общего пользования мощностью 100 кВт, вырабатывавшая постоянный ток напряжением 220 В. В 1910 году были построены еще две подобные электростанции. Свои электростанции создавали отдельные предприятия и частные лица, в частности в 1910 году была пущена электростанция мощностью 42 кВт на канатной фабрике, в 1912 году — мощностью 226 кВт на судоремонтном заводе. В 1915 году была введена в эксплуатацию Архангельская городская электростанция (АГЭС) мощностью 1500 кВт, позволившая пустить в следующем году архангельский трамвай. Станция неоднократно модернизировалась и работала как минимум до 1960-х годов. Первой гидроэлектростанцией региона стала малая ГЭС мощностью 60 л. с. при Соловецком монастыре, введённая в эксплуатацию в 1906 году и проработавшая как минимум до 1940-х годов.
В 1920-х годах электроэнергия появляется и в других городах Архангельской области. Так, в 1920 году в Пинеге заработала электростанция мощностью 17 кВт, в Шенкурске в 1924 году — мощностью около 50 кВт, в Емецке в 1923 году — мощностью 16 киловатт, в Мезени в 1923 году — мощностью 20 кВт и т.п.
Первой крупной электростанцией Архангельской области стала ТЭЦ Соломбальского целлюлозно-бумажного комбината, введённая в эксплуатацию в 1937 году и проработавшая до 2015 года. В 1940 году была пущена ТЭЦ-1 Архангельского ЦБК, в 1941 году — ТЭЦ Судостроительного завода (ныне Северодвинская ТЭЦ-1). В феврале 1943 года на базе электрических сетей и АГЭС был организован Архангельский энергокомбинат, в 1956 году на его базе было создано районное энергетическое управление (РЭУ) «Архангельскэнерго».
В 1961 году была введена в эксплуатацию ТЭЦ Котласского целлюлозно-бумажного комбината, на основе которой сформировался Котласский энергоузел. В 1967 году была построена двухцепная линия электропередачи Северодвинск — Архангельск, позволившая передать в Архангельск свободную мощность Северодвинской ТЭЦ-1. В 1964 году было начато строительство крупнейшей электростанции региона — Архангельской ТЭЦ, турбоагрегаты которой были пущены в 1970—1979 годах. В 1976 году была введена в эксплуатацию Северодвинская ТЭЦ-2. В 1977 году к Единой энергосистеме России был присоединён Котласский энергоузел, а в 1979 году — Архангельский энергоузел.
Наиболее заметным событием в постсоветской истории развития электроэнергетики Архангельской области стал ввод в эксплуатацию в 2003 году Вельской ГТ ТЭЦ, первой газотурбинной электростанции региона.

## Генерация электроэнергии
По состоянию на начало 2021 года, на территории Архангельской области эксплуатировались 10 тепловых электростанций общей мощностью 1605 МВт — Архангельская ТЭЦ, Северодвинские ТЭЦ-1 и ТЭЦ-2, Вельская ГТ-ТЭЦ, три ТЭС Архангельского ЦБК и три ТЭС Котласского ЦБК. Также в зоне децентрализованного энергоснабжения эксплуатируется более 40 дизельных электростанций общей мощностью более 40 МВт.

### Архангельская ТЭЦ
Расположена в г. Архангельске, основной источник теплоснабжения города. Крупнейшая электростанция региона. Паротурбинная теплоэлектроцентраль, в качестве топлива использует природный газ и мазут. Турбоагрегаты станции введены в эксплуатацию в 1970—1979 годах. Установленная электрическая мощность станции — 450 МВт, тепловая мощность — 1368 Гкал/час. Оборудование станции включает в себя шесть турбоагрегатов, два мощностью по 55 МВт, два по 60 МВт и два по 110 МВт, а также шесть котлоагрегатов и три водогрейных котла. Принадлежит ПАО «ТГК-2».

### Северодвинская ТЭЦ-1
Расположена в г. Северодвинске, один из источников теплоснабжения города, основной источник теплоснабжения судостроительных предприятий оборонного комплекса. Паротурбинная теплоэлектроцентраль, в качестве топлива использует каменный уголь. Одна из старейших ныне действующих электростанций региона — пущена в 1941 году, эксплуатируемые ныне турбоагрегаты станции введены в эксплуатацию в 1964—1967 годах. Установленная электрическая мощность станции — 150 МВт, тепловая мощность — 578 Гкал/час. Оборудование станции включает в себя три турбоагрегата, один мощностью 30 МВт и два по 60 МВт, а также шесть котлоагрегатов и один водогрейный котел. Принадлежит ПАО «ТГК-2».

### Северодвинская ТЭЦ-2
Расположена в г. Северодвинске, один из источников теплоснабжения города. Блочная паротурбинная теплоэлектроцентраль, в качестве топлива использует природный газ. Турбоагрегаты станции введены в эксплуатацию в 1976—1988 годах. Установленная электрическая мощность станции — 410 МВт, тепловая мощность — 1105 Гкал/час. Оборудование станции включает в себя четыре турбоагрегата, один мощностью 80 МВт и три по 110 МВт, а также четыре котлоагрегата и четыре водогрейных котла. Принадлежит ПАО «ТГК-2».

### Вельская ГТ ТЭЦ
Расположена в г. Вельске, один из источников теплоснабжения города. Газотурбинная теплоэлектроцентраль (ГТУ-ТЭЦ), в качестве топлива использует природный газ. Турбоагрегаты станции введены в эксплуатацию в 2003 году. Установленная электрическая мощность станции — 18 МВт, тепловая мощность — 40 Гкал/час. Оборудование станции включает в себя две газотурбинные установки, мощностью по 9 МВт, и два котла-утилизатора. Принадлежит АО «ГТ Энерго».

### ТЭС Архангельского ЦБК
Находятся в г. Новодвинске, обеспечивают энергоснабжение Архангельского целлюлозно-бумажного комбината (блок-станции), а также теплоснабжение города. Старейшие электростанции региона, ТЭС-1 эксплуатируется с 1940 года; работающие в настоящее время турбоагрегаты пущены в 1963—2013 годах. Технологически представляют собой три паротурбинные теплоэлектроцентрали, тесно интегрированные друг с другом и в технологический процесс комбината. Общая установленная электрическая мощность станций — 224 МВт, тепловая мощность — 612 Гкал/час. Станции принадлежат АО «Архангельский ЦБК».
- ТЭС-1 использует в качестве топлива каменный уголь, кородревесное топливо и осадок сточных вод. Установленная электрическая мощность станции — 182 МВт. Оборудование станции включает в себя пять турбоагрегатов, один из которых мощностью 12 МВт, два по 25 МВт и два по 60 МВт, а также девять котлоагрегатов.
- ТЭС-2 использует в качестве топлива щёлок (в основном) и мазут. Установленная электрическая мощность станции — 12 МВт. Оборудование станции включает в себя два турбоагрегата мощностью по 6 МВт, а также два котлоагрегата.
- ТЭС-3 использует в качестве топлива щёлок, кородревесные отходы и осадок сточных вод. Установленная электрическая мощность станции — 30 МВт. Оборудование станции включает в себя три турбоагрегата, один из которых мощностью 6 МВт и два по 12 МВт, а также пять котлоагрегатов[1][12][13][14].

### ТЭС Котласского ЦБК
Находятся в г. Коряжма, обеспечивают энергоснабжение Котласского целлюлозно-бумажного комбината (блок-станции), а также теплоснабжение города. Турбоагрегаты станций введены в эксплуатацию в 1961—1996 годах. Технологически представляют собой три паротурбинные теплоэлектроцентрали, тесно интегрированные друг с другом и в технологический процесс комбината. Общая установленная электрическая мощность станций — 353 МВт, тепловая мощность — 1242 Гкал/час. Станции принадлежат АО «Группа «Илим».
- ТЭЦ-1 использует в качестве топлива природный газ и каменный уголь. Установленная электрическая мощность станции — 305 МВт. Оборудование станции включает в себя семь турбоагрегатов, три из которых мощностью по 25 МВт, один 50 МВт и три по 60 МВт, а также 12 котлоагрегатов.
- ТЭС-2 использует в качестве топлива кородревесные отходы, щёлок и природный газ. Установленная электрическая мощность станции — 30 МВт. Оборудование станции включает в себя три турбоагрегата, один из которых мощностью 6 МВт и два по 12 МВт, а также шесть котлоагрегатов.
- ТЭС-3 использует в качестве топлива щёлок. Установленная электрическая мощность станции — 18 МВт. Оборудование станции включает в себя три турбоагрегата мощностью по 6 МВт и три котлоагрегата[1][15].

### Дизельные электростанции
В зоне децентрализованного энергоснабжения Архангельской области находятся более 40 небольших дизельных электростанций общей мощностью более 40 МВт, обеспечивающих энергоснабжение отдельных населённых пунктов. Крупнейшей из них является Мезенская ДЭС мощностью 7 МВт, принадлежащая филиалу ПАО «МРСК Северо-Запада» — «Архэнерго» и обеспечивающая электроэнергией 19 населённых пунктов Мезенского района. Ещё 46 дизельных электростанций общей мощностью 39,19 МВт принадлежат АО «АрхоблЭнерго», арендуются ПАО «ТГК-2».

## Потребление электроэнергии
Потребление электроэнергии в Архангельской области и присоединенной к ЕЭС России части Ненецкого автономного округа (с учётом потребления на собственные нужды электростанций и потерь в сетях) в 2020 году составило 7 279,6 млн кВт·ч, максимум нагрузки — 1143 МВт. Таким образом, Архангельская область является энергодефицитным регионом по электроэнергии и энергоизбыточным по мощности. В структуре потребления электроэнергии в регионе лидирует потребление промышленностью — около 58 %, потребление населения составляет около 11 %. Функции гарантирующего поставщика электроэнергии выполняет ООО «ТГК-2 Энергосбыт».

## Электросетевой комплекс
Энергосистема Архангельской области входит в ЕЭС России, являясь частью Объединённой энергосистемы Северо-Запада, находится в операционной зоне филиала АО «СО ЕЭС» — «Региональное диспетчерское управление энергосистем Архангельской области и Ненецкого автономного округа» (Архангельское РДУ). Энергосистема региона связана с энергосистемами Вологодской области по двум ВЛ 220 кВ и четырём ВЛ 110 кВ, республики Коми по одной ВЛ 220 кВ и одной ВЛ 110 кВ, Кировской области по двум ВЛ 110 кВ, Карелии по одной ВЛ 110 кВ.
Общая протяженность линий электропередачи напряжением 35—220 кВ составляет 6906,8 км, в том числе линий электропередачи напряжением 220 кВ — 1449,4 км, 110 кВ — 3305,1 км, 35 кВ — 2152,3 км. Магистральные линии электропередачи напряжением 220 кВ эксплуатируются филиалом ПАО «ФСК ЕЭС» — «Северное ПМЭС», распределительные сети напряжением 110 кВ и ниже — Архангельским филиалом ПАО «МРСК Северо-Запада» (в основном) и территориальными сетевыми организациями.

## Теплоснабжение
Источниками теплоснабжения в Архангельской области являются теплоэлектроцентрали общей тепловой мощностью 4945 Гкал/ч и более 600 котельных. Отпуск тепловой энергии составляет более 20 000 тыс. Гкал, в том числе от ТЭЦ — более 16 000 тыс. Гкал.